# Kurt Stenberg
Kurt Enoch Stenberg (Vaasa, Ostrobòtnia, 11 de juliol de 1888 – Karhula, Vall de Kymi, 26 de març de 1936) va ser un gimnasta finlandès que va competir durant els primers anys del segle xx.
El 1908 va prendre part en els Jocs Olímpics de Londres, on va guanyar la medalla de bronze en la prova del concurs complet per equips.